# Six quatuors opus 58 de Luigi Boccherini
Composés à Madrid en 1799, les six quatuors à cordes opus 58 de Luigi Boccherini illustrent le « dernier » style du compositeur: davantage dominés par le premier violon et d'une stature quasi orchestrale. Probablement destinés aux cercles d'amateurs parisiens, leur publication chez Sieber en 1803 signe le retour de Boccherini sur la scène éditoriale après une absence de plusieurs années. En effet, après la mort de don Luis en 1785, Boccherini est engagé à Madrid comme compositeur de chambre du roi de Prusse Frédéric-Guillaume II. Il écrit de ce fait de nombreux quatuors et quintettes à cordes destinés à l'usage exclusif du monarque, mais sans l'autorisation de les publier. Délivré de toute obligation à son décès en 1797, le compositeur s'adresse à des éditeurs de musique tels que Pleyel ou Sieber.

## Analyse

### Quatuor à cordesno1endo majeur
Le premier quatuor en do majeur (G.242) recèle des traits caractéristiques du quatuor brillant dans le sillage de Viotti. L'accent y est principalement mis sur une exécution pleine d'effet et non sur le travail des thèmes et des motifs.
Dans le premier mouvement Allegro à 2/4, le thème principal repose sur un accord de trois notes et un rythme de croches persistant. Speck envisage l'hypothèse selon laquelle Boccherini fait allusion ici à un autre quatuor, familier à tous les amateurs du genre : l'opus 33 no 3 de Haydn « L'oiseau ». Le Larghetto en fa majeur qui lui fait suite, laisse la mélodie s'exprimer pleinement. Le thème, plein de charme, semble quelque peu hésiter entre le majeur et le mineur. 
L'Allegro vivo assai constitue un dernier mouvement plein de vivacité et au rythme fortement marqué. Les rythmes lombards qu'apprécie tant Boccherini peuvent exprimer leur énergie; les trémolos des voix d'accompagnement soulignent le caractère presque symphonique des nombreux passages fortissimo. Dans la réexposition, les diverses parties de l'exposition sont soumises à un agencement nouveau - un procédé qui n'est pas rare chez Boccherini: au lieu de « a b c d » on a « a c d b ».

### Quatuor à cordesno2enmi bémol majeur

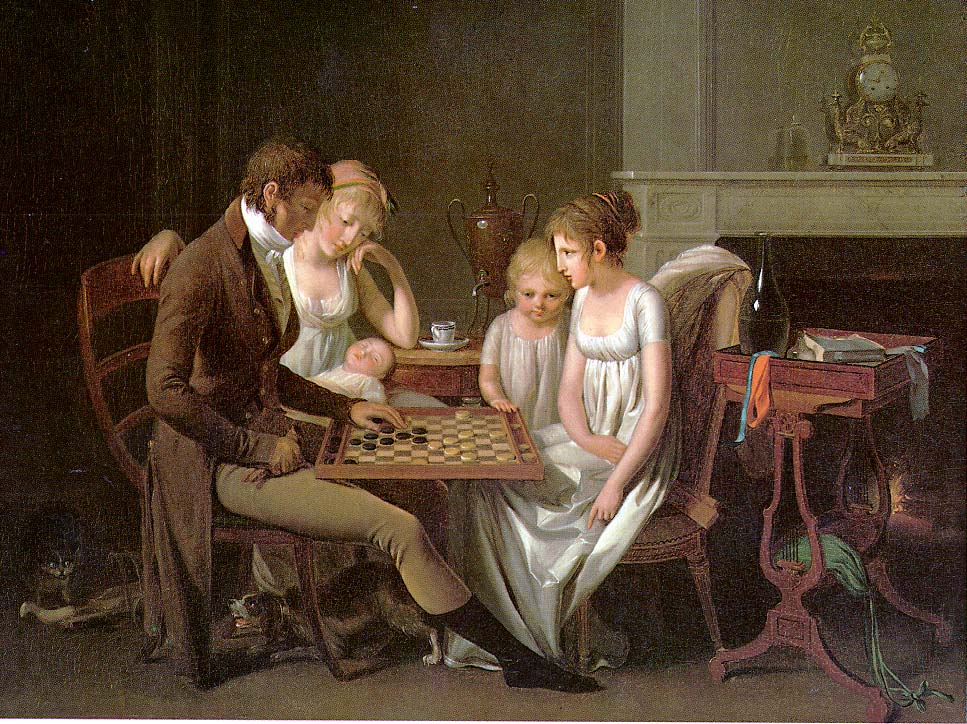
Louis Léopold Boilly, Jeu de dames, huile sur toile, (c.1803).

Dans le second quatuor (G.243), Boccherini a choisi sa tonalité favorite de mi bémol majeur. C'est le seul de la série à comporter quatre mouvements, conforme à la structure classique telle que l'a conçue Haydn.
Le premier mouvement Allegro lento présente des traits tout à fait caractéristiques du style de composition qu'emploie Boccherini dans ses quatuors: un tempo modérément rapide, et une facture concertante. Au début du mouvement, construit avec une grande régularité, apparaît un thème dont le caractère indécis est mis en évidence par l'alternance chromatique entre la bémol et la. Une modification du thème, avec accompagnement constant de la basse, puis, finalement un passage très énergique de cinq notes descendant vers le si bémol et jouées forte par le tutti contribuent à apporter une certaine stabilité à l'ensemble. 
Le Menuet qui suit, prend la forme d'un scherzo, et présente un vif contraste avec ce qui l'a précédé: opposition entre rythmes binaires et ternaires. Le Trio offre la surprise d'un charmant épisode en mineur. Le troisième mouvement, un Larghetto mélancolique à 6/8 est en do mineur: des modulations par demi-ton conduisent la mélodie jusqu'à des tonalités éloignées. 
Dans le finale plein d'entrain, Boccherini utilise une mélodie française, extrêmement connue comme thème. Sans doute pour complaire au public parisien dont sont destinés ces quatuors. Il soumet les quatre premières notes de la mélodie à une série de traitements contrapuntiques, avec beaucoup de légèreté, jusqu'à les faire répéter fortissimo à la fin du mouvement, avec des accents de triomphe.

### Quatuor à cordesno3ensi bémol majeur
Le Larghetto initial présente les caractéristiques de ce style chantant que Boccherini avait déjà mis au point trois décennies auparavant.
Lui succède un Allegro vivo assai plein d'élégance, la partie de violon I évoque par endroits la voix du soliste dans un concerto, avec ses passages en solo qui ne sont pas soutenus par le moindre accompagnement. Pourtant, les techniques d'écriture propres au quatuor sont respectées: dialogue serré entre deux voix; fragmentation thématique et alternance de diverses combinaisons de voix. 
Le dernier mouvement rappelle à nouveau les premières œuvres de Boccherini: caractère plein de douceur de la musique, empreinte d'une paisible gaieté.

### Quatuor à cordesno4ensimineur
Le trait le plus marquant de ce quatuor (G.245) est sa tonalité de si mineur, peu usité par Boccherini dans sa production et dans l'époque classique en général. Dans le premier mouvement, les nombreux et longs trémolos « orchestraux » et la partie de violon I dont l'exécution exige une réelle virtuosité rappellent une fois de plus le concerto pour soliste à la mode, bien que le violon II intervienne en solo à certains endroits.
Dans le second mouvement, les deux premières mesures suggèrent tout d'abord un thème chantant qui restera cependant incomplet dans la mesure où l'auditeur s'attend à une deuxième demi-période qui ne survient jamais, pas même dans la réexposition. La mélodie reprend à sa place le motif de la quarte descendante, pour le développer plus avant selon le traditionnel cycle des quintes. Le mouvement s'achevant sur un Largo baroque en demi-cadence. 
Le Rondeau qui suit, est ancré dans la tradition du classicisme viennois, il correspond tout à fait au type de finale de quatuor mis au point par Haydn. Les indications d'exécution relatives au thème principal recommandent un pianissimo à peine audible « pp che appena si senta ». La partie médiane, en sol majeur, repose presque exclusivement sur un thème bucolique « dolce con semplicità » qu'exécute le violon I à l'octave avec le violoncelle.

### Quatuor à cordesno5enré majeur

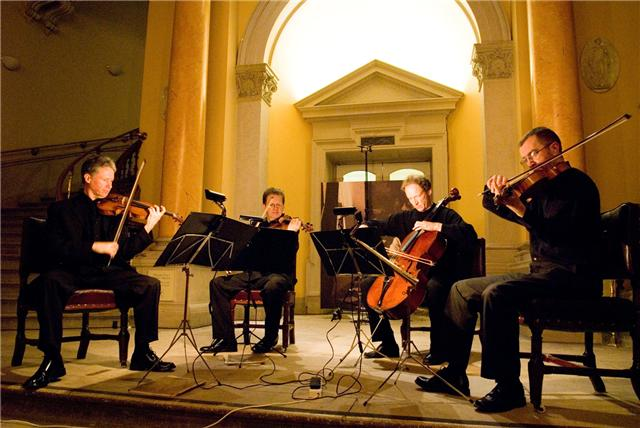
Le quatuor à cordes Vanbrugh.

Un Andante sostenuto pathétique et ample constitue l'introduction quasi orchestrale de ce quatuor (G.246). Elle se fera entendre une nouvelle fois avant le presto du finale sans avoir subi la moindre modification. Avec cette suite de mouvements cycliques, Boccherini revient à un procédé qu'il avait déjà mis en œuvre dans sa symphonie opus 12 no 4. Ce n'est pas à proprement parler une structure en 4 mouvements qui en découle, mais plutôt une composition à 2 mouvements précédés l'un et l'autre de la même introduction.
L'Allegretto gajo qui suit la première introduction est un mouvement dansant, qui rappelle un autre célèbre quatuor de Boccherini, le quatuor opus 44 no 4 « La Tiran(n)a » (1792). 
Le rondeau sur lequel se termine ce quatuor réserve quelques surprises aux auditeurs (il rappelle en cela, ainsi que son caractère général, les derniers quatuors de Haydn). Ainsi un épisode en si mineur resurgit ultérieurement en si bémol majeur. Soudain, on croirait entendre des bergers jouant du pipeau et de la cornemuse, lorsque retentit une mélodie de danse en tierces et octaves avec accompagnement sur cordes à vide, en sol majeur puis en ré majeur. Un silence de 4 mesures et 2 mesures de conclusion, sorte d'appendice joué piano après une tonitruante conclusion fortissimo, ne manquent pas non plus d'étonner les auditeurs.

### Quatuor à cordesno6enmi bémol majeur
De toutes les compositions de cette série, le quatuor no 6 (G.247) est probablement la moins ambitieuse. Il comporte 3 mouvements dont un premier mouvement modérément rapide Allegretto moderato. 
Un Larghetto plein de retenue lui fait suite, un mouvement charmant aux accents légèrement dansants. 
Le finale s'ouvre sur une fanfare stylisée qui adopte le rythme de la marche, un choix tout à fait en accord avec sa tonalité, mi bémol majeur. On est ainsi ramené à la sérénade, cette musique destinée à être jouée en plein air. Dans ce mouvement, ne manquent pas non plus les octaves à l'unisson, sans doute destinées à évoquer le son des instruments à vent.

## Structure
- Quatuor à cordes no 1 en do majeur opus 58 (G.242)

1. Allegro, 2/4, do majeur
2. Larghetto, 6/8, fa majeur
3. Allegro vivo assai, 2/4, do majeur

Sa durée d'exécution est d'environ 16 minutes.
- Quatuor à cordes no 2 en mi bémol majeur opus 58 (G.243)

1. Allegretto lento, 2/4, mi bémol majeur
2. Minuetto.Allegro/Trio, 3/4,, mi bémol majeur/do mineur
3. Larghetto malincolino, 6/8, do mineur
4. Finale.Allegro vivo assai, 2/4, mi bémol majeur

Sa durée d'exécution est d'environ 20 minutes.
- Quatuor à cordes no 3 en si bémol majeur opus 58 (G.244)

1. Larghetto, 3/4, si bémol majeur
2. Allegro vivo assai, 2/4, si bémol majeur
3. Rondeau.Allegro giusto, 6/8, si bémol majeur

Sa durée d'exécution est d'environ 19 minutes.
- Quatuor à cordes no 4 en si mineur opus 58 (G.245)

1. Allegro molto, 4/4, si mineur
2. Andantino lento, 6/8, sol majeur
3. Rondeau.Allegro, 2/4, si mineur

Sa durée d'exécution est d'environ 16 minutes.
- Quatuor à cordes no 5 en ré majeur opus 58 (G.246)

1. Andante sostenuto, 4/4, ré majeur
2. Allegretto Gajo, 6/8, ré majeur-(reprise du premier mouvement)
3. Presto, 2/4,ré majeur

Sa durée d'exécution est d'environ 15 minutes.
- Quatuor à cordes no 6 en mi bémol majeur opus 58 (G.247)

1. Allegretto moderato, 2/4, mi bémol majeur
2. Larghetto, 6/8, si bémol majeur
3. Allegro giusto e sostenuto, 2/4, mi bémol majeur

Sa durée d'exécution est d'environ 20 minutes.

## Publications
La première édition de ces quatuors a été publiée à Paris par Sieber en 1803 comme Six quartetti  à deux violons, alto et violoncello composé (sic) par Luigi Boccherini op.58 en deux livraisons (...). Les quatuors opus 58 sont Opera Grande dans le catalogue autographe de Boccherini. 
Quand est publiée cette dernière série de quatuors à cordes, Mozart est mort, Haydn a stoppé la composition des quatuors, mais Beethoven a repris le flambeau, avec sa première série de quatuors opus 18 dont le succès est immédiat.

## Discographie
- Quatuors à cordes op. 58 - The Revolutionary Drawing Room (5-7 octobre 1992, 2CD CPO 999 070-2) (OCLC 31090302)
- Quatuor op. 58 no 5 « cornemuse » - Quatuor Arte del Suono : Lola Bobesco et Suzanne Jensens, violons ; Jean-Homatas, alto ; Jan Matthe, violoncelle (janvier 1994, Pavane Records ADW 7309) (OCLC 32691002)

## Pour approfondir